# Copa América (Beachsoccer)
Die Copa América (Beachsoccer) (span.: Copa América de Fútbol Playa) ist die kontinentale Beachsoccermeisterschaft Südamerikas. Der Wettbewerb wird seit 2016 vom südamerikanischen Fußballverband CONMEBOL organisiert. Die Meisterschaft dient gleichzeitig als Qualifikationsturnier für die Beachsoccer-Weltmeisterschaft und ersetzt in beiden Fällen die bisherige Beachsoccer-Südamerikameisterschaft (span.: Sudamericano de Fútbol Playa bzw. Eliminatorias CONMEBOL al Mundial de la FIFA de Fútbol Playa).

## Die Turniere im Überblick
| Jahr         | Austragungsort             |                                         | Finale                                  | Finale                                  | Finale                                  |                                         | Spiel um Platz drei                     | Spiel um Platz drei | Spiel um Platz drei |
| Jahr         | Austragungsort             | Sieger                                  | Ergebnis                                | 2. Platz                                | 3. Platz                                | Ergebnis                                | 4. Platz                                |                     |                     |
| ------------ | -------------------------- | --------------------------------------- | --------------------------------------- | --------------------------------------- | --------------------------------------- | --------------------------------------- | --------------------------------------- | ------------------- | ------------------- |
| 2016 Details | Santos (Brasilien)         | Brasilien                               | 12:2                                    | Paraguay                                | Venezuela                               | 7:6                                     | Uruguay                                 |                     |                     |
| 2018 Details | Distrikt Asia (Peru)       | Brasilien                               | 7:3                                     | Paraguay                                | Uruguay                                 | 7:4                                     | Ecuador                                 |                     |                     |
| 2019         | Rio de Janeiro (Brasilien) | Abgesagt aufgrund der COVID-19-Pandemie | Abgesagt aufgrund der COVID-19-Pandemie | Abgesagt aufgrund der COVID-19-Pandemie | Abgesagt aufgrund der COVID-19-Pandemie | Abgesagt aufgrund der COVID-19-Pandemie | Abgesagt aufgrund der COVID-19-Pandemie |                     |                     |
| 2022 Details | Luque (Paraguay)           | Paraguay                                | 3:2                                     | Brasilien                               |                                         | Chile                                   | 3:2                                     | Venezuela           |                     |
| 2023 Details | Rosario (Argentinien)      | Brasilien                               | 13:5                                    | Argentinien                             | Kolumbien                               | 7:5                                     | Paraguay                                |                     |                     |

### Rangliste
| Rang | Land        | Titel | Jahr(e)          | 2. Platz | 3. Platz | 4. Platz |
| ---- | ----------- | ----- | ---------------- | -------- | -------- | -------- |
| 1    | Brasilien   | 3     | 2016, 2018, 2023 | 1        |          |          |
| 2    | Paraguay    | 1     | 2022             | 2        |          | 1        |
| 3    | Argentinien |       |                  | 1        |          |          |
| 4    | Uruguay     |       |                  |          | 1        | 1        |
|      | Venezuela   |       |                  |          | 1        | 1        |
| 6    | Chile       |       |                  |          | 1        |          |
|      | Kolumbien   |       |                  |          | 1        |          |
| 8    | Ecuador     |       |                  |          |          | 1        |